# Australohydnum castaneum
Australohydnum castaneum är en svampart som först beskrevs av Lloyd, och fick sitt nu gällande namn av Zmitr., Malysheva & Spirin 2006. Australohydnum castaneum ingår i släktet Australohydnum och familjen Phanerochaetaceae.   Inga underarter finns listade i Catalogue of Life.